# Marc Brunet (scénariste)
Pour les articles homonymes, voir Marc Brunet et Brunet.
Marc Brunet (né le 10 avril 1963) est un scénariste, scripteur et animateur québécois. Il est l'auteur du feuilleton télévisé parodique Le cœur a ses raisons et il fut l'auteur principal de l'émission humoristique 3600 secondes d'extase jusqu'en mars 2011. 
Depuis 2015, il est l'auteur de l'émission humoristique Like-moi !, diffusée à Télé-Québec, qui décortique les relations humaines de la génération Y.

## Expérience professionnelle

### Télévision
- Like-moi ! (2015) - Auteur-concepteur
- Les Bobos (2012 à 2013) - Auteur-coordonnateur
- 3600 secondes d'extase (2008 à 2011) - Auteur principal
- Le cœur a ses raisons (2005 à 2007) - Concepteur, auteur et metteur en scène
- Le Grand Blond avec un show sournois (2000 à 2004) - Concepteur et chef-scripteur
- La fin du monde est à sept heures (1997 à 2000) - Scripteur
- Alloprof (1996 à 1997) - Scripteur
- Majeurs et vaccinés (1995 à 1996) - Coauteur
- Virus (1993) - Scripteur

### Radio
- Les midis-fous (1994 à 1996) - Animateur et chef scripteur
- Les midis-fous (1992 et 1993) - Chef scripteur

### Longs métrages
- Délit de fuite (en développement) (2004) - Scénariste du film avec Émile Gaudreault
- Nuit de noces (1998) - Scénariste du film avec Émile Gaudreault

### Spectacles d'humour
- Spectacle de Jean-Michel Anctil Rumeurs (1999) - Coauteur
- Spectacle de François Morency Les vraies valeurs (1997) - Coauteur
- Spectacle de Marie-Lise Pilote Toute la vérité (1997) - Coauteur
- Spectacle de Jean-Michel Anctil (1996) - Scripteur
- Les Parlementeries (1996) - Scripteur
- One-man show d’Anthony Kavanagh Kavanagh (1995) - Coauteur
- Les Parlementeries (pour Michel Courtemanche) (1995) - Scripteur
- Les Parlementeries (pour Michel Courtemanche et Anthony Kavanagh) (1994) - Scripteur
- Spectacle de Marie-Lise Pilote Second début (1993) - Coauteur
- Spectacle Jacques et Normand avec Patrice L'Écuyer et Bernard Fortin (1992) - Chef scripteur

## Prix et nominations
- 2003 Prix Gémeaux du meilleur texte pour une émission d'humour, de variétés ou un talk show pour Le Grand Blond avec un show sournois
- 1996 Prix Gémeaux : Meilleur texte : spécial ou série humoristique pour Majeurs et vaccinés
- 2006 Nomination aux Prix Gémeaux : Meilleur texte : comédie et Meilleure réalisation : comédie pour Le cœur a ses raisons
- 2005 Nomination aux Prix Gémeaux : Meilleur texte : comédie et Meilleure réalisation : comédie pour Le cœur a ses raisons

## Études
- Diplôme d'études collégiales en Arts et Communication - Collège Jean-de-Brébeuf
- École nationale de l'humour